# Arum creticum
Arum creticum là một loài thực vật có hoa trong họ Ráy (Araceae). Loài này được Boiss. & Heldr. mô tả khoa học đầu tiên năm 1854.

## Hình ảnh

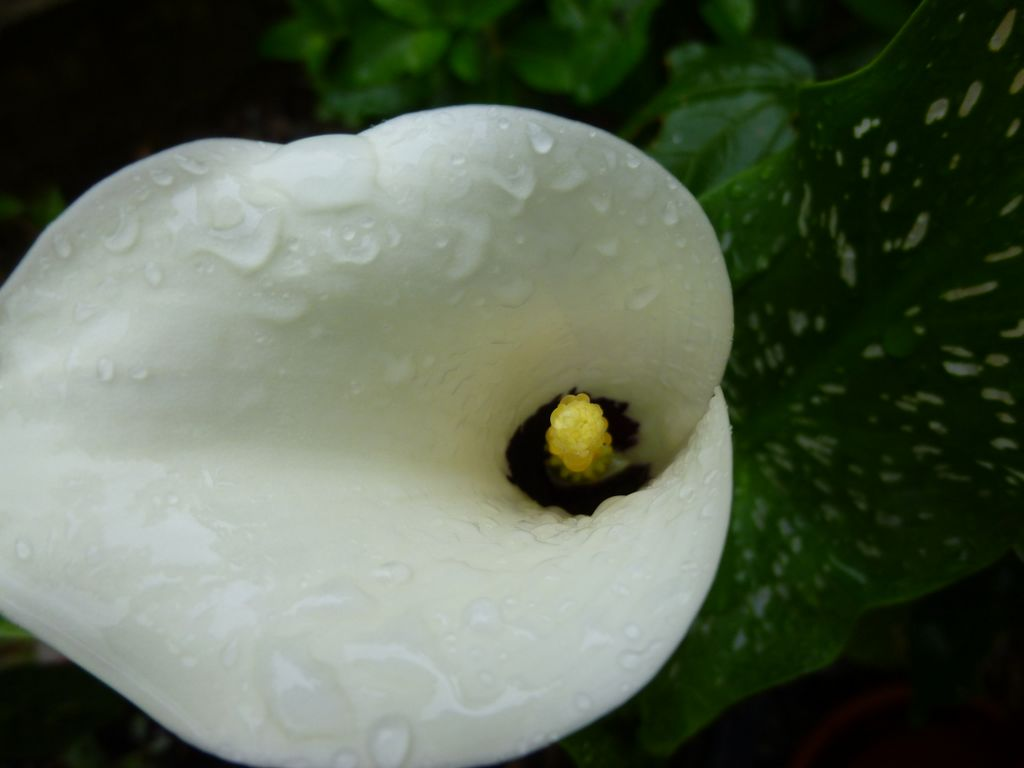
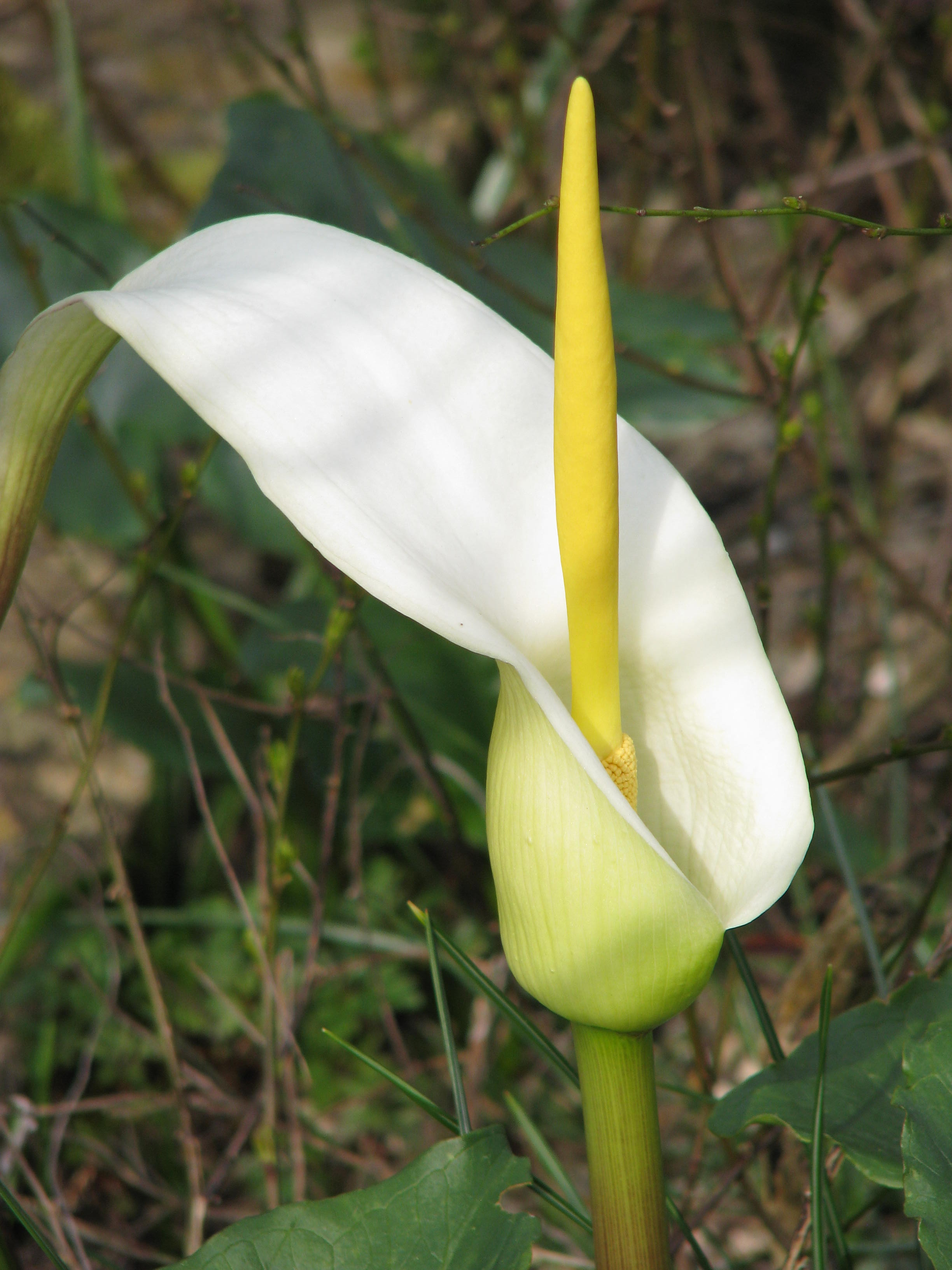
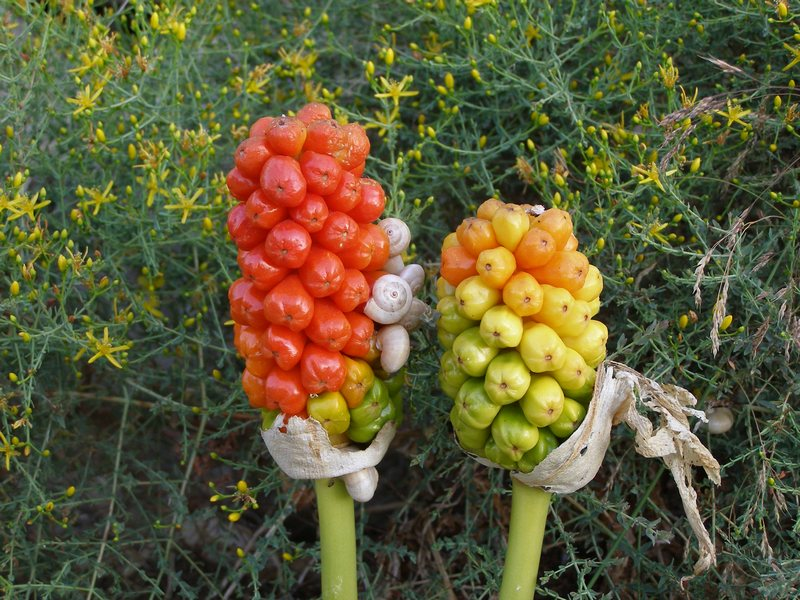